# Manolis Glezos
Manolis Glezos, em grego:  Μανώλης Γλέζος, (Naxos, 9 de setembro de 1922 – Atenas, 30 de março de 2020) foi um escritor e político grego.
É considerado um herói nacional por sua participação na resistência grega à ocupação nazi durante a Segunda Guerra Mundial. Numa madrugada de maio de 1941, Glezos subiu na Acrópole de Atenas, ocupada por tropas alemãs, arriou a bandeira nazi e içou a grega.
Ele também foi uma das mais ativas figuras públicas contra a Ditadura dos coronéis (1967 a 1974).
Ao todo, passou mais de onze anos na prisão e mais quatro no exílio.
Em 2014, ele foi eleito eurodeputado com a maior votação na Grécia.
Morreu no dia 30 de março de 2020, aos 97 anos, em decorrência de insuficiência cardíaca.